# 冰岛社会党
冰岛社会党是冰岛的一个社会主义政党。该党成立于2017年5月1日。该党的政治立场是左翼。该党的创始人是Gunnar Smári Egilsson。该党的总部位于雷克雅未克。